# Тулькули
Тулькули́ (каз. Түлкілі) — село в Бурабайском районе Акмолинской области Казахстана. Входит в состав Златопольского сельского округа. Код КАТО — 117051700.

## География
Село расположено в южной части района, на расстоянии примерно 44 километров (по прямой) к юго-западу от административного центра района — города Щучинск, в 28 километрах к юго-западу от административного центра сельского округа — села Златополье.
Абсолютная высота — 422 метров над уровнем моря.
Ближайшие населённые пункты: село Обалы — на северо-востоке, село Новоандреевка — на юго-востоке.

## Население
В 1989 году население села составляло 365 человек (из них казахи — основное население).
В 1999 году население села составляло 343 человека (178 мужчин и 165 женщин). По данным переписи 2009 года, в селе проживали 232 человека (115 мужчин и 117 женщин).
| Численность населения | Численность населения | Численность населения |
| 1989                  | 1999                  | 2009                  |
| --------------------- | --------------------- | --------------------- |
| 365                   | ↘343                  | ↘232                  |

## Улицы
- ул. Лесная[5]